# Thaumastopeus palawanicus
Thaumastopeus palawanicus är en skalbaggsart som beskrevs av Heller 1899. Thaumastopeus palawanicus ingår i släktet Thaumastopeus och familjen Cetoniidae. Utöver nominatformen finns också underarten T. p. hangayi.